# ユーハン・ユレンシェーナ
ユーハン・ユレンシェーナ（Johan Göransson Gyllenstierna, 1635年2月18日 - 1680年6月10日）は、スウェーデン王国の貴族、軍人、政治家。スコーネ戦争以後のスウェーデンの大規模な国政改革の推進者でもあり、スウェーデン王カール11世の寵臣。スウェーデン絶対君主制確立の立役者。

## 来歴
ユレンシェーナ家は伯爵であり、大貴族に属していたが、当時は衰勢であった。しかしユレンシェーナは国王カール11世に接近していくことで、頭角を現していった。ユレンシェーナは1660年に本格的な政治活動を始め、1668年には王国参事会の一員及び議会の議長となった。当時の国政は摂政政府及び王国参事会に握られており、摂政政府代表である宰相マグヌス・デ・ラ・ガーディエはユレンシェーナの政敵であった。デ・ラ・ガーディエの親フランス政策を厳しく批判したユレンシェーナは、反デ・ラ・ガーディエ派の筆頭でもあり、その追い落としを図った。
カール11世が1672年に親政を開始するとその側近となり、国王の本営でスコーネ戦争にも従軍し、部隊の指揮を執ると共にスウェーデン陸軍の再編も行った。1678年には和平交渉のためにデンマークの首都コペンハーゲンに向かっている。彼は1675年以来デンマークとの同盟を提唱しており、カール11世とデンマーク王妹ウルリカ・エレオノーラとの婚約を講和条件の一つとしていた（スコーネ戦争の最終的な講和条約であるルンド条約で正式に結婚が成立した）。1679年には、スコーネ及びハッランド・ブレーキンゲ州総督となった。
戦後スウェーデンは弱体化した国力の回復に迫られていた。特に財政と軍事の再建は急務であった。その中でユレンシェーナは、カール11世の絶大な信頼を得て国政改革に乗り出す事となった。改革の中心人物は、国王カール11世、海軍大臣ハンス・ヴァクトマイスター、そしてユレシェーナの三人であるが、改革を半ば主導したのは、ユレンシェーナであった。改革の要は、財政、軍事、そして当時の摂政政府に対する裁判である。これをユレンシェーナは自らの方針、あるいは改革案で推進したのである。また、大貴族に不満を持っていた下級貴族と平民もまたユレンシェーナの改革案を支持して行く事となった。彼はデンマークとの親密な関係を築く事を念頭に置き、ストックホルムにいる王国参事会を無視してデンマークとのルンド条約を結ばせた。国王の本営地で政策決定された事は、結果的に王国参事会の地位を弱体化させ、国王の権威を高める事にも繋がった。ユレンシェーナは改革半ばで1680年6月10日に病死した。しかし彼の遺した改革は死後も継続された。王国参事会の役目を終わらせ、当時の摂政政府も追及され処罰されたが、最終的に改革は、健全な財政構造に次第に転換しつつ、小規模な人口に不釣合いな程の常備軍が確保されるに至るのである。さらに決定的な事は、カール11世による絶対王政の確立という形で現れた（1682年）。
ユレンシェーナは、改革に生涯を捧げたが、何よりもスウェーデンの絶対君主制の確立に寄与した人物であったと言える。また、ユレンシェーナは、常備軍を設け、ロシアやドイツ方面に侵攻可能な軍事計画を立てていた。これはユレンシェーナがスウェーデンの伝統であった帝国主義的拡張主義者であった可能性を示している。ちなみにユレンシェーナに寄せるカール11世の信頼を物語るものとして、デンマーク大使の報告として「王はユレンシェーナの名声について語り、ユレンシェーナが戻って来るまでは何も決めるつもりはない、と語った」と伝えられている。